# Scotiabank Saddledome
El Scotiabank Saddledome, anomenat anteriorment Olympic Saddledome o The Saddledome és un pavelló poliesportiu situat a la ciutat de Calgary (Alberta, Canadà). Construït amb motiu dels Jocs Olímpics d'Hivern de 1988 és la seu dels Calgary Flames (NHL), els Calgary Hitmen (WHL) i els Calgary Roughnecks (NLL). Amb una capacitat de 17.104 persones per a la pràctica de l'hoquei sobre gel, pot augmentar-se fins als 20.100 seients.

## Història
L'Olympic Saddledome fou ignagurat el 15 d'octubre de 1983 amb l'objectiu d'allotjar diverses proves dels Jocs Olímpics d'Hivern de 1988 realitzats a Calgary. Amb un cost previst de 84 milions, va acabar costant 97,7 milions de dolars canadencs i dissenyat pel gabinet Graham McCourt Architects, el sostre fou construït en forma de sella de muntar ("saddle" en anglès), una paraboloide hiperbòlica invertida. Durant la realització dels Jocs fou la seu de les proves d'hoquei sobre gel i patinatge artístic.
L'any 2000 l'empresa "Pengrowth Management" adiquirí els drets d'imatge i explotació del pavelló, motiu pel qual passà a denominar-se Pengrowth Saddledome. El 2013 es va inundar fins a la vuitena fila de seients per culpa d'unes greus inundacions en la regió.